# Rupert Starch
Rupert Starch (auch Rupert Starck; * 13. Jänner 1700 in Salzburg; † 1. März 1760 ebenda) war ein Benediktiner und Kirchenrechtler.

## Leben
Starch studierte in seiner Heimatstadt. Er trat danach in das Stift Admont, in den Benediktinerorden ein. In Admont legte er am 25. Juli 1720 das Ordensgelübde ab. Seine Promotion zum Doktor der Rechte erfolgte am 31. Oktober 1743 an der Universität Salzburg. Zum 4. November 1743 wurde er Professor des Kirchenrechts an der Salzburger Universität. Zugleich erhielt er den Titel eines Geistlichen Rats. 1749 ging er nach Admont zurück. Dort verblieb er bis zu seinem Tod.
Starch war ein gefragter Rechtsgutachter in gerichtlichen Verfahren.

## Werke
Von seinen zahlreichen Gutachten erschien keines im Druck. Es ist von ihm lediglich eine gedruckte Schrift bekannt:
- Judex ecclesiasticus ordinarius, sive Tractatus iuridicus ad Tit. XXXI, Libri I. Decretalium de officio et potestate iudicis ordinarii cum concurrentibus, Salzburg 1748.